# 45 (电影乐队专辑)
45是苏联摇滚乐队電影的首张专辑。该专辑于1982年录制，录制地點位於唱片公司AnTrop的录音室。当时的电影乐队只有两名成员：维克多·崔和阿列克谢·雷宾（Aleksei Rybin）。音乐家鲍里斯·格列宾希科夫还參與配器演奏，并负责音乐制作工作。蘇聯摇滚乐队“水族馆”（Аквариум）的一些成员也在專輯录制过程中协助过电影乐队。